# Le veglie di Neri
Le veglie di Neri: paesi e figure della campagna toscana è una raccolta di racconti di Neri Tanfucio (pseudonimo di Renato Fucini) pubblicata in prima edizione nel 1882.

## Racconti

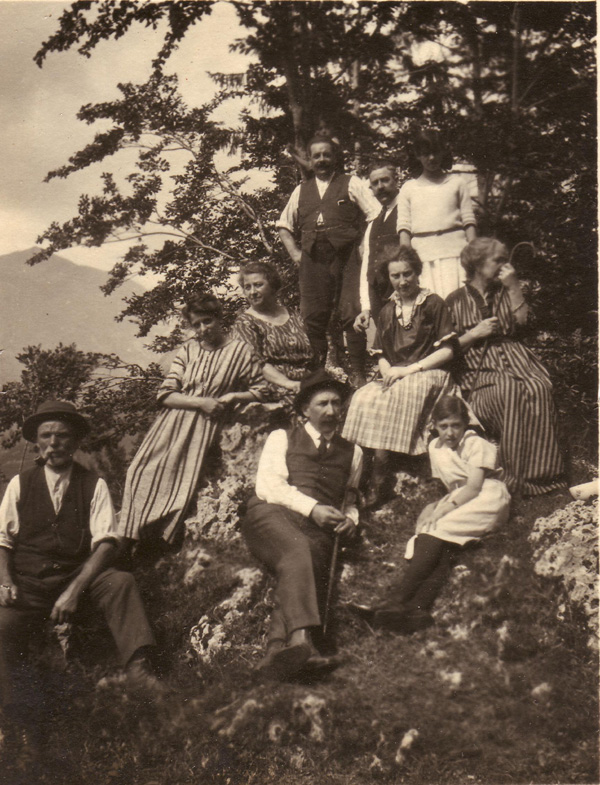
Fotografia con Renato Fucini e le famiglia (1907)

- Il Matto delle giuncaie
- Perla
- Lucia
- L'oriolo col cucùlo
- La fatta
- La pipa di Batone
- Vanno in Maremma
- Primavera
- Il merlo di Vestro
- Tornan di Maremma
- Lo spaccapietre
- Fiorella
- Sereno e nuvoloso
- Passaggio memorabile
- Dolci ricordi
- Scampagnata

## Genesi dell'opera

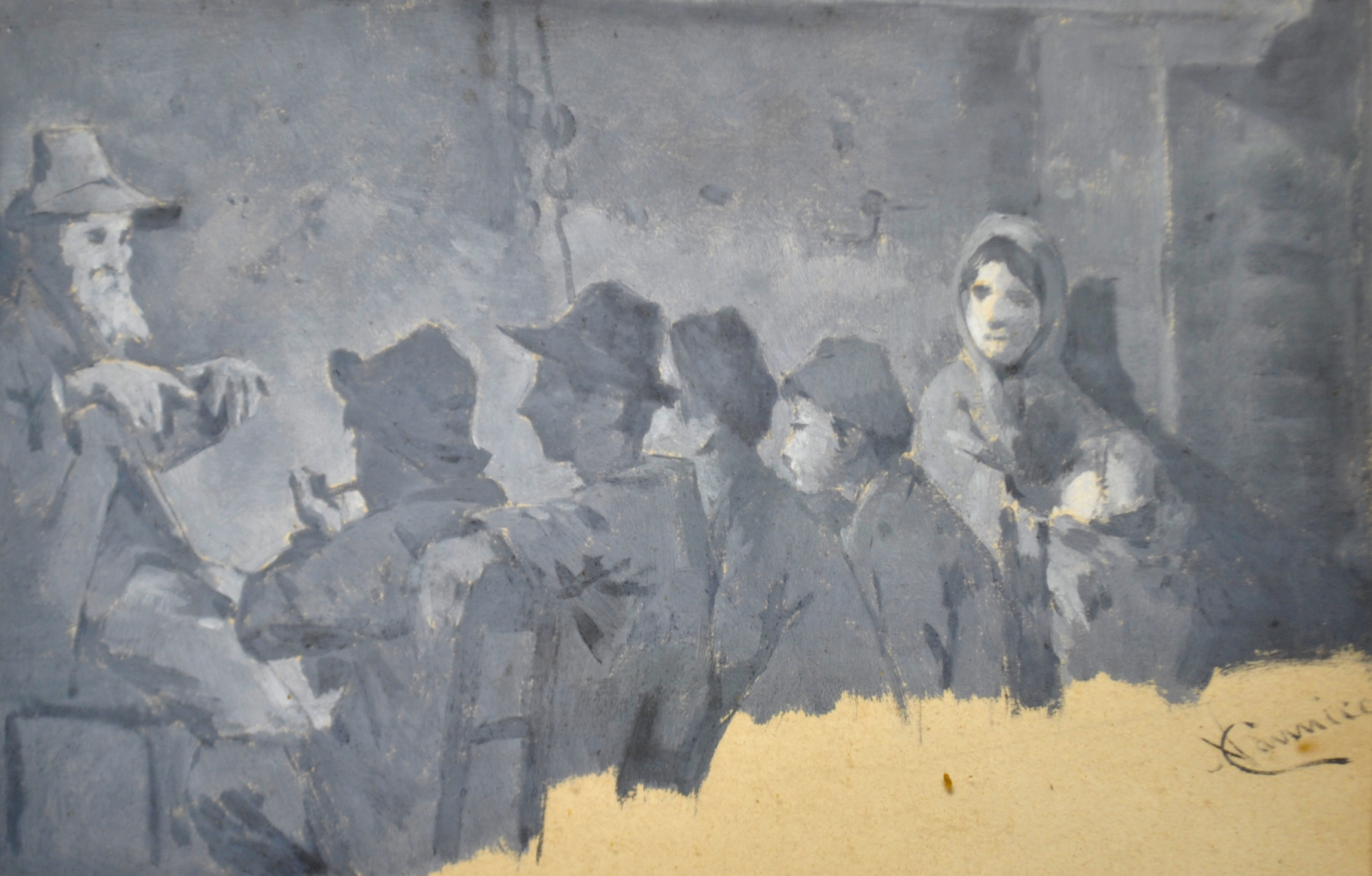
Niccolò Cannicci, Batone racconta illustrazione per il racconto La pipa di Batone pubblicata nell'edizione del 1890

I racconti delle Veglie di Neri furono quasi tutti pubblicati separatamente, tra il 1876 e il 1882, sulla rivista "Rassegna settimanale" diretta da Sidney Sonnino e Leopoldo Franchetti. La raccolta Veglie di Neri uscì in volume nella prima edizione presso la Casa Editrice Barbèra di Firenze nel 1882; l'edizione completa e illustrata della raccolta è la quarta, pubblicata presso l'editore Hoepli di Milano nel 1890. Tra gli illustratori, il pittore macchiaiolo fiorentino Ruggero Panerai.
I racconti della prima edizione erano apparsi precedentemente tutti sulla "Rassegna settimanale" eccetto "Il matto delle giuncaie", pubblicato nel 1876 su "Nuova Antologia" e "Scampagnata", inviata direttamente dall'autore in tipografia per la prima edizione. Due racconti furono aggiunti da Fucini nella quarta edizione: "Dolci ricordi", apparso in precedenza su "La domenica del Fracassa" del 16 gennaio 1885, e "Passaggio memorabile", composto appositamente per la quarta edizione del 1890. 
Altri due racconti ("Nonno Damiano" - già ripreso in Foglie al vento -  e l'inedito "La Maestrina") furono infine aggiunti arbitrariamente nella quinta edizione delle Veglie di Neri, pubblicata postuma a cura di Guido Biagi nel 1922; Biagi tuttavia espunse i due racconti sopra citati inseriti invece dall'autore nella quarta edizione.

## Edizioni
- Neri Tanfucio, Le veglie di Neri: paesi e figure della campagna toscana, Firenze: G. Barbera, 1882, XIII, 276 p.
- Neri Tanfucio, Le Veglie di Neri: paesi e figure della campagna toscana, III ed., Firenze: G. Barbera, 1885, XIII, 276 p.
- Renato Fucini, Le veglie di Neri: paesi e figure della campagna Toscana; quarta edizione (prima illustrata da artisti fiorentini), con l'aggiunta di due veglie inedite, Milano: Ulrico Hoepli Edit., 1890, 305 p.
- Renato Fucini, Le veglie di Neri: paesi e figure della campagna toscana, V edizione (seconda illustrata da artisti fiorentini), Milano: U. Hoepli, 1894, 305 p.
- Renato Fucini, Le veglie di Neri: Paesi e figure della Campagna Toscana; Sesta edizione, Terza illustrata da artisti fiorentini, Milano: Ulrico Hoepli Edit., 1898, 16 fig. p. 307, con ritratto
- Renato Fucini, Le veglie di Neri: paesi e figure della campagna toscana; Novissima edizione, riveduta, accresciuta di due novelle, a cura di Guido Biagi, Firenze: Soc. Ed. La Voce, 1922, p. VIII, 224